# В лес, где мерцают светлячки
«В лес, где мерцают светлячки» (яп. 蛍火の杜へ Хотаруби но мори э) — сёдзё-манга Юки Мидорикавы, впервые опубликованная в июле 2002 в журнале LaLa DX, а также переизданная в июле 2003 и сентябре 2011 в виде двух различных сборников новелл. История «Hotarubi no Mori e», стараниями режиссёра Такахиро Омори и студии Brain's Base, получила адаптацию в виде анимационного фильма, вышедшего в прокат на японские экраны в сентябре 2011 года.

## Сюжет
Шестилетняя девочка Хотару заблудилась в заколдованном лесу. Она встречает юношу в маске по имени Гин, представившегося лесным духом, который может растаять от одного прикосновения человека. С помощью нового друга Хотару выбралась из леса, но на следующий день вернулась, чтобы вновь встретиться с Гином…

## Персонажи
Хотару Такэгава (яп. 竹川 蛍 Такэгава Хотару) — главная героиня. В начале аниме была шестилетней девочкой. Потерявшись в лесу, встретила Гина. После этого каждый год летом приезжает к дедушке, чтобы приходить в лес к Гину. Со временем маленькая девочка взрослеет и становится молодой девушкой. Она влюбляется в Гина, но на летнем карнавале Гин не дал упасть духу-ребёнку, который оказался на самом деле человеком, и начал растворяться. В первый и последний раз они обнялись.
Сэйю: Аянэ Сакура
Гин (яп. ギン Гин) — главный герой, призрак. В детстве был оставлен в лесу, но лесной бог из жалости превратил его в духа. Однако это заклинание слабое, и если Гина тронет человек — он исчезнет. Был одинок, но однажды встретил в лесу девочку Хотару. Со временем полюбил её. Когда он коснулся человека, то был рад, что может обнять Хотару.
Сэйю: Коки Утияма

## Музыка
- О:така Сидзуру (яп. おおたか静流) — «Видения лета» (яп. 「夏を見ていた」 Нацу о митэита).